# Straussenhandel

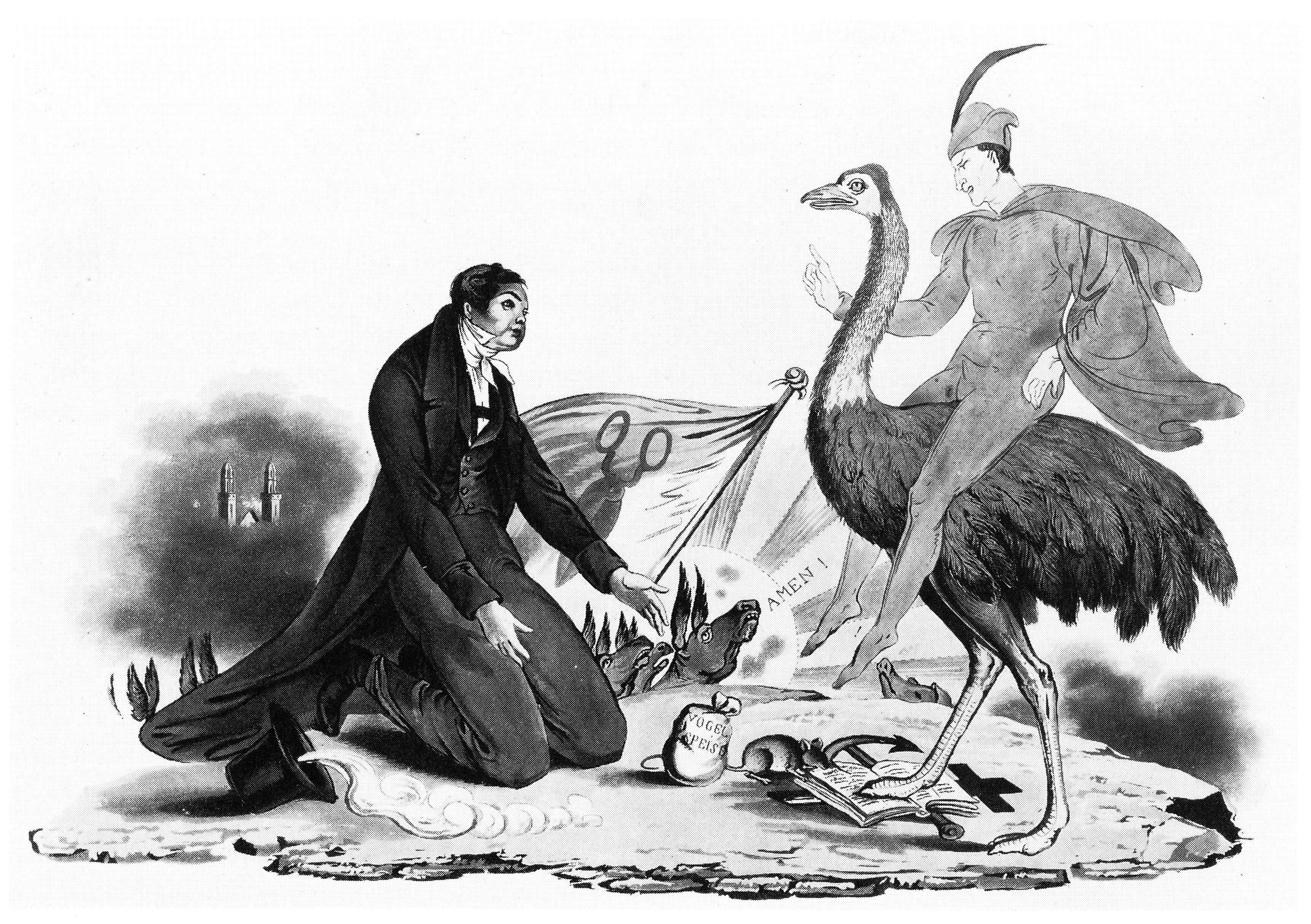
Karikatur: Bürgermeister Conrad Melchior Hirzel bezahlt den als Vogel dargestellten Strauss, der, vom Teufel geritten, auf der Bibel herumtrampelt.

Der Straussenhandel war ein Konflikt um die Berufung des deutschen Theologen David Friedrich Strauss von Tübingen an die Universität Zürich.
Im Fahrwasser einer säkularisierenden Reform des Zürcher Bildungswesens sollte auch die Kirche erneuert werden. Daher sollte Strauss 1839 Professor für Dogmatik und Kirchengeschichte werden. In seinem Buch Das Leben Jesu hatte er die im Neuen Testament beschriebenen Wunder als Mythen bezeichnet. Diese Aussage und die damit verbundene liberale Form der Bibelauslegung wurde von konservativen Kreisen deutlich abgelehnt. Aufgrund des von orthodoxen Pfarrern, insbesondere durch den Antistes Johann Jakob Füssli, konzertierten Widerstandes der Bevölkerung sowie durch ein Glaubenskomitee unter der Präsidentschaft von Johann Jakob Hürlimann, wurde Strauss noch vor Antritt seiner Stelle in den Ruhestand versetzt.
Die Berufung von Strauss lieferte den Konservativen die Gelegenheit, im Züriputsch vom 6. September 1839 die liberale Regierung des Kantons Zürich zu stürzen.
Einen Parallelfall zum Straussenhandel stellt der Moserhandel dar – die Vertreibung des deistischen Kantonsschullehrers Andreas Moser aus Aarau am Vorabend des Stecklikriegs von 1802.